# Oldřich Nedvěd
Oldřich Nedvěd (* 1965 Mladá Boleslav) je český biolog a vysokoškolský pedagog. Jeho oborem zájmu je entomologie, především pak biologie slunéček, ekofyziologie hmyzu a invazní ekologie.

## Biografie
Narodil se v Mladé Boleslavi, zde navštěvoval základní školu a následně i Gymnázium Dr. Josefa Pekaře. Vystudoval Přírodovědeckou fakultu Univerzity Karlovy, kde v roce 1989 promoval v oboru systematická biologie, specializace entomologie.
Od roku 1994 je zaměstnancem Entomologického ústavu Biologického centra AV ČR, kde se zabývá ekofyziologií hmyzu – chladovou odolností a fotoperiodismem.
Stál u založení Biologické (později Přírodovědecké) fakulty Jihočeské univerzity v Českých Budějovicích, na které je od roku 1992 zaměstnán. Mezi lety 2000 – 2010 působil jako vedoucí katedry zoologie. V roce 2020 zde získal titul profesor. Na univerzitě přednáší kurzy zaměřené na bezobratlé živočichy.
Podílel se na více než 140 vědeckých článcích. Populárně naučnými články přispívá do časopisů Vesmír a Živa. Je autorem dvojjazyčné knihy Brouci čeledi slunéčkovití (Coccinellidae) střední Evropy / Ladybird beetles (Coccinellidae) of Central Europe (2015).
Je členem České společnosti pro ekologii, České společnosti entomologické, Japanese Society for Applied Zoology and Entomology a The Coleopterists Society. Mimo jiné absolvoval stáže v Smithsonian Tropical Research Institute v Panamě.